# The Dead – Die Toten
The Dead – Die Toten, auch Die Toten, ist ein US-amerikanisches Drama von John Huston aus dem Jahr 1987. The Dead (Originaltitel) war der letzte Spielfilm des legendären Regisseurs, dessen Tochter Anjelica Huston darin auch mitspielte. Es handelt sich um eine Verfilmung der Erzählung Die Toten des irischen Schriftstellers James Joyce.

## Handlung
Dublin am 6. Januar 1904, ein kalter Wintertag voller Schnee. Die bereits älteren Schwestern Julia und Kate Morkan sowie deren Nichte Mary Jane laden traditionell wie seit vielen Jahren Gäste zu einer Epiphaniasfeier ein. An der Treppe empfangen die Schwestern ihre sehr unterschiedlichen Gäste, darunter: der Alkoholiker Freddy Malins und seine herrschsüchtige, streng katholische Mutter; der ältere Gentleman Mr. Browne, einziger protestantischer Gast auf der Feier; Mr. Grace, der ein trauriges Gedicht vorträgt; die für die Unabhängigkeit Irlands eintretende Molly Ivers; Bartell D’Arcy, ein bekannter Tenorsänger, der im Laufe der Feier der Vogelkundlerin Miss O’Callaghan näherkommt. Alle stammen aus der oberen Mittelschicht Dublins. Viele der Gäste hegen eine Begeisterung für Musik und Tanz, weshalb sie über Opern sowie verschiedene, teilweise bereits lange verstorbene Sänger diskutieren. Die nie verheiratete Tante Julia, die früher in einem Chor gesungen hatte, stimmt mit zittriger, aber doch berührender Stimme das Lied Arrayed for the Bridal aus ihrer Jugendzeit an.
Gabriel Conroy, der Neffe der Tanten, und seine Frau Gretta gehören ebenfalls zu den Gästen. Gabriel ist Journalist bei einer pro-britischen Zeitung und betrachtet die irische Kultur und Lebensweise mit einiger Distanz. In seiner Festrede lobt Gabriel seine Tanten, die für die Tradition der irischen Gastfreundschaft stehen würden, aber kritisiert auch, dass die Menschen – anstelle ständig in Erinnerungen an die Vergangenheit zu schwelgen – in der Gegenwart leben und dort ihre Aufgaben erfüllen sollten. Kurz vor dem Verlassen der Feier hört Gretta das von Bartell D’Arcy gesungene Lied The Lass of Aughrim, das sie an ihre Jugend im ländlichen Galway und ihre Jugendliebe, Michael Furey, erinnert. Von ihren Erinnerungen überwältigt berichtet sie ihrem Ehemann von ihren Gefühlen: Michael starb bereits mit 17 Jahren, eine Woche nachdem er – bereits schwer erkrankt – in einer kalten Winternacht voller Liebe an Grettas Fenster das Lied gesungen habe.
Gabriel wird schmerzlich bewusst, dass sie im Grunde immer nur Michael geliebt hat und ebenso von Erinnerungen dominiert wird wie die anderen Gäste der Feier. Auch bemerkt er, dass er selbst nie eine ähnlich intensive und todesmutige Liebe wie der verstorbene Michael gefühlt hat. Gabriel stellt sich die Zukunft und den bereits nahenden Tod der alten Tante Julia vor und das Ende der jährlichen Feiern, die Vergänglichkeit und Insignifikanz des einzelnen Menschen vor der Welt und schließlich auch, wie der Schnee über ganz Irland fällt, auch über das Grab von Michael Furey.

## Vergleich zur Vorlage
Der größte Unterschied zur Erzählung von James Joyce ist die neu geschaffene Figur des Mr. Grace, der das irische Gedicht Donal Ó vorträgt. Gabriels Geschichte über das Pferd seines Großvaters, die er seiner Frau in der Kutsche erzählt, wird in der Vorlage bereits auf der Feier von ihm preisgegeben. Hustons Adaption übernimmt viele Dialogzeilen aus der Erzählung, auch die berühmten Schlusssätze werden in den letzten Minuten des Films zu Bildern aus der verschneiten irischen Landschaft, unterlegt mit der Stimme Gabriels, direkt zitiert.

## Produktion
John Huston, der ein großer Literaturkenner war und im Laufe seiner langen Filmkarriere viele Literaturverfilmungen drehte, wagte sich an die berühmte Kurzgeschichte von James Joyce, obwohl diese wegen ihrer Subtilität und geringen „offensichtlichen“ Handlung als kaum verfilmbar galt. Huston hatte den Dubliner-Zyklus von Joyce, in dem The Dead die letzte der 15 Kurzgeschichten bildet, bereits im Jahr 1928 gelesen, als das Werk erstmals in den USA erschien, und war nachhaltig beeindruckt gewesen. Bereits in den 1950er-Jahren hatte er sich erstmals mit der Idee getragen, die Kurzgeschichte zu verfilmen, griff sie aber erst bei seinen Dreharbeiten zu seinem Film Unter dem Vulkan (Under the Volcano, 1984) wieder richtig auf. Chris Sievernich und Weiland Schulz-Keil, die sich um die Finanzierung der Produktion von Under the Volcano gekümmert hatten, wurden zu den Produzenten von The Dead. Die Finanzierung gestaltete sich als schwer, da Hustons schlechte Gesundheit und hohes Alter als Risiko galten, aber einige der Geldgeber waren glücklicherweise Liebhaber der Werke von Joyce. Das Budget des Filmes betrug rund 5,5 Millionen US-Dollar.

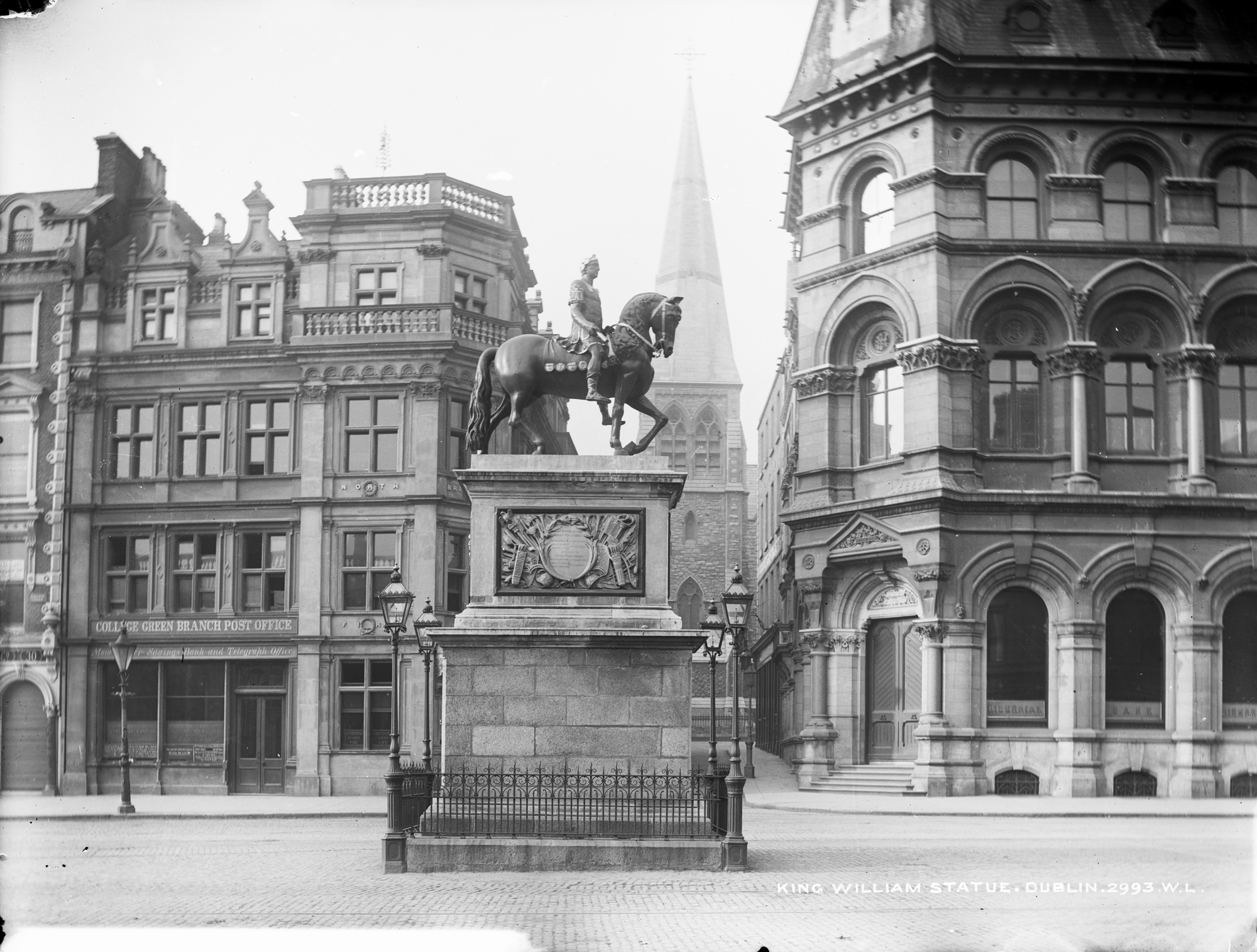
Die Statue für König William III. in Dublin ist auch im Film zu sehen

Die Dreharbeiten begannen am 19. Januar 1987 und endeten im April 1987, als Drehort fungierte hauptsächlich ein Filmstudio in dem kalifornischen Ort Valencia. Ursprünglich sollte The Dead in den Dubliner Ardmore Studios gedreht werden, aber die Gesundheit von John Huston ließ die weite Reise nach Irland nicht mehr zu. Der Regisseur saß bei den Dreharbeiten im Rollstuhl und befand sich meist unter einem Sauerstoffzelt in einem Nebenzimmer. Über einen Bildschirm verfolgte er das Geschehen direkt am Filmset und gab Anweisungen, die dann sein Regieassistent an die Filmcrew und die Schauspieler weiterleitete. Die Szenen wurden (für Hollywood-Produktionen ungewöhnlich) streng nach Reihenfolge des Drehbuchs gedreht, damit sich die Darsteller besser in die Rollen einfinden konnten. Nur einige Außenaufnahmen entstanden vor Ort in Irland. Da John Huston bereits zu krank zum Reisen war, übernahm eine Second-Unit-Crew die Dreharbeiten vor Ort in Irland. The Dead war auch ein persönlicher Liebesbrief von John Huston an Irland, da er viele Vorfahren aus diesem Land hatte und dort über Jahrzehnte auch seinen Hauptwohnsitz unterhielt.
Das Drehbuch wurde von John Hustons Sohn Tony verfasst, während seine Tochter Anjelica die weibliche Hauptrolle verkörperte. Für die männliche Hauptrolle wurde der renommierte irische Theaterschauspieler Donal McCann verpflichtet, der zuvor bereits kleinere Rollen in zwei Filmen von Huston verkörpert hatte. Auch ansonsten wurde der Film nicht mit Hollywood-Darstellern, sondern mit irischen Schauspielern besetzt, die unter anderem am berühmten Dubliner Abbey Theatre spielten und dort für ihre Theaterarbeit teilweise sehr bekannt waren. Anjelica Huston war die einzige nicht-irische Schauspielerin, wuchs aber zum Teil in Irland auf, da ihr Vater dort lange lebte. Nicht nur für John Huston, auch für die dreimal oscarprämierte Kostümdesignerin Dorothy Jeakins, die Huston eigens für diesen Film aus dem Ruhestand holte, war The Dead die letzte Filmarbeit. Mit den überwiegend grau und streng wirkenden Kostümen wollte Jeakins die Atmosphäre eines engen und unterdrückenden Gesellschaftslebens verdeutlichen. Als Chef-Szenenbildner des Films wurde Stephen B. Grimes verpflichtet, mit dem Huston seit den 1950er-Jahren regelmäßig gearbeitet hatte.
Seine Premiere hatte The Dead am 3. September 1987 bei den Filmfestspielen von Venedig, wenige Wochen nachdem John Huston im Alter von 81 Jahren an Lungenversagen gestorben war. Am 16. September 1987 kam er in die Kinos in Westdeutschland. In Irland lief er im November, in den USA und dem Vereinigten Königreich erst im Dezember 1987 an.

## Kritiken
The Dead – Die Toten wurde von den allermeisten Kritikern positiv bewertet. Vincent Canby schrieb für New York Times, dass Hustons Talent trotz seiner körperlichen Schwäche „nicht nur unbeschädigt, sondern sogar reicher, noch sicherer und mutiger als je zuvor“ gewesen sei: „Kein anderer amerikanischer Filmemacher hat je eine ähnlich lange Filmkarriere mit einem solchen Triumphzug beendet“, urteilte Canby. Wie die Erzählung von Joyce entfalte sich der „wunderbare Film“ mit „gemächlicher Diskretion in Stücken von beobachteten Verhaltensweisen und überhörten Gesprächen“, die anfänglich belanglos erscheinen würden. Canby lobte das Schauspielerensemble, die Kameraarbeit, das Produktionsdesign sowie die Kostüme. Nach sorgfältigen Beobachtungen der Nebenfiguren fokussiere sich der Film am Ende auf das Ehepaar. Canby hob vor allem die Schlusssequenz, in der der zunächst nur von der Kamera beobachtete Gabriel in die Ich-Erzähler-Perspektive springt, hervor. Diese sei „emotional, aber nicht sentimental“:

„Mit erstaunlicher Direktheit werden die Sorgen, die zuvor indirekt berührt werden, enthüllt – die Vergänglichkeit aller Dinge, darunter Liebe, die Unmöglichkeit der Vergangenheit zu entkommen und insbesondere den Toten, die nicht auf ihren Friedhöfen begraben bleiben wollen, und die Beziehung zwischen dem Belebten und dem Unbelebten in der Natur, die nicht verstanden, sondern nur akzeptiert werden kann.“

Hellmuth Karasek schrieb im Spiegel vom 21. Dezember 1987, der todkranke Regisseur Huston – „ein Lebender im Totenreich“ – habe „mit melancholischer Ironie“ Figuren betrachtet, die Tote im Leben gewesen seien. Karasek zieht das Fazit: „Fast entschiedener als die Erzählung des jungen James Joyce sagt der Film des greisen Huston, daß Leben in Erinnerungen zum Tode gerinnt, aber auch nur im Rückblick das gewinnt, was man seine Poesie nennen könnte. Irland war für Huston ein Stück Poesie.“
Der Filmdienst schreibt, Hustons Film sei eine Hommage an James Joyce und eine Liebeserklärung an Irland und seine Menschen. „Die metaphorisch vertiefte Inszenierung summiert einen Rückblick auf endgültige Wahrheiten und thematisiert die Bedingtheit und Untrennbarkeit von Leben und Tod.“
Nick Laird von The Guardian war der Meinung, Hustons Film sei „würdig dem Meisterwerk von Joyce, und nicht nur dadurch, einfach textgetreu zu sein“. Die geschickte Kameraführung deute die Themen Tod und Alter an, beispielsweise seien die Einstellungen, die das mit Erinnerungen gefüllte Schlafzimmer der unverheirateten alten Miss Julia betrachteten, während sie ein Lied über eine Hochzeit singe, sehr gelungen. The Dead sei ein „langsamer, intimer Film“, der umso ergreifender mit dem Wissen wirke, dass John Huston bei den Dreharbeiten todkrank gewesen sei.
Roger Ebert nahm The Dead im Jahr 2005 in seine Bestenliste „Great Movies“ mit seiner Höchstwertung von vier Sternen auf. Joyce’ Kurzgeschichte, eine der größten und nuanciertesten der englischen Sprache, habe unverfilmbar geschienen, aber Huston sei als Perfektionist bei den Dreharbeiten aufmerksam für die kleinsten Nuancen gewesen. Der Film zeige Figuren, die nie wirklich ihre Träume erreicht hätten und sich dessen bewusst seien. „The Dead endet in Traurigkeit, aber er ist einer der großen romantischen Filme, ohne Angst in seiner Betrachtung des Bedauerns und der Zärtlichkeit.“

## Deutsche Synchronisation
Die deutsche Synchronisation des Filmes entstand nach einem Synchronbuch von Harry Rowohlt. Erik Schumann sprach den Schauspieler Donal McCann in der Rolle des Gabriel Conroy, während Gudrun Vaupel Anjelica Huston als Gretta Conroy ihre Stimme lieh.

## Filmpreise und Nominierungen
Oscar-Nominierungen:
- 1988: Bestes Kostümdesign – Dorothy Jeakins
- 1988: Bestes adaptiertes Drehbuch – Tony Huston

Weitere Preise
- 1987: Tokyo International Film Festival – Special Achievement Award (John Huston)
- 1988: National Society of Film Critics Awards (USA) – Bester Film
- 1988: Independent Spirit Awards (US Independent Film Awards) – Beste Regie (John Huston)
- 1988: Independent Spirit Awards (US Independent Film Awards) – Beste Nebendarstellerin (Anjelica Huston)
- 1989: Bodil – Bester nichteuropäischer Film
- 1989: Fotogramas de Plata (Spanien) – Bester ausländischer Film
- 1989: London Critics’ Circle Film Awards – Regisseur des Jahres (John Huston)

Weitere Nominierungen
- 1988: Independent Spirit Awards (US Independent Film Awards) – Beste Kamera (Fred Murphy)
- 1988: Independent Spirit Awards (US Independent Film Awards) – Bestes Drehbuch (Tony Huston)

Die Deutsche Film- und Medienbewertung FBW in Wiesbaden verlieh dem Film das Prädikat besonders wertvoll.

## Home-Media-Veröffentlichung
The Dead wurde von Lionsgate am 3. November 2009 auf DVD veröffentlicht, diese Fassung geriet allerdings in die Kritik, da sie den Film um rund zehn Minuten kürzte. Daraufhin brachte Lionsgate eine Neuauflage heraus, die den Film in voller Länger enthielt. Eine Blu-Ray des Films ist Stand 2023 noch nicht erschienen.